# Patrick le Quément

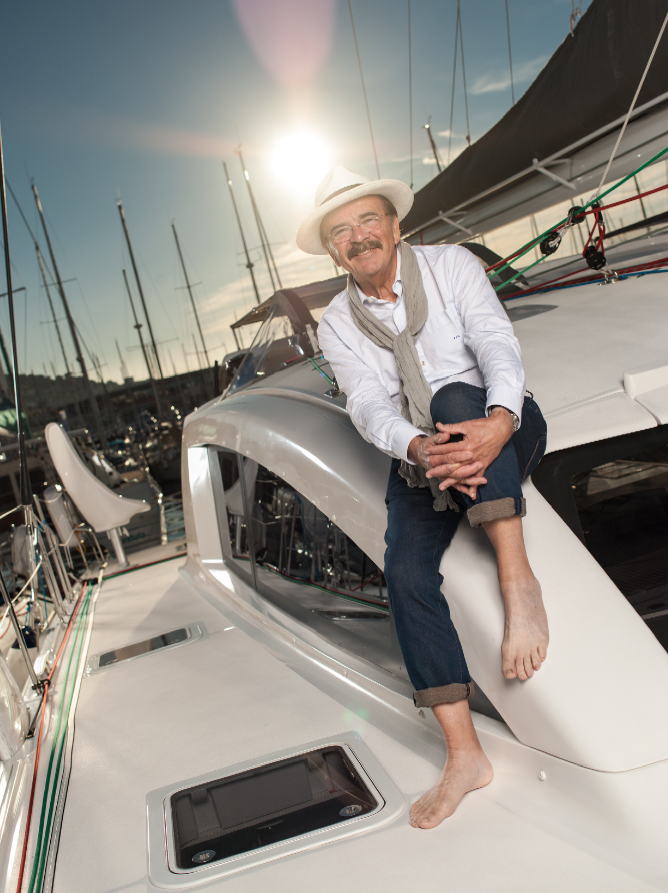
Patrick le Quément, 2016

Patrick le Quément (* 4. Februar 1945 in Marseille) ist ein französischer Autodesigner. Nach dem plötzlichen Tod des Vaters kurz nach Kriegsende wuchs er bei Verwandten seiner Mutter in England auf. Er studierte von 1962 bis 1966 an der Birmingham School of Art, unter anderem bei dem Goldschmied und Bauhaus-Lehrer Naum Slutzky. Le Quément war von 1987 bis 2009 Chefdesigner des Automobilherstellers Renault.
Le Quément absolvierte seine Ausbildung bei Simca und gründete danach ein eigenes Unternehmen, das jedoch keinen Erfolg hatte. 1968 ging er zur englischen Tochter des Automobilherstellers Ford und arbeitete dort als Designer. 1981 bis 1985 war er Chefdesigner von Ford, leitete das Design Center in Köln-Merkenich und war für Exterieur-Design zuständig. Zahlreiche Automobile und Lastkraftwagen (etwa der Ford Cargo) dieser Zeit tragen seine Handschrift. Nach einer Zwischenstation in Detroit kehrte le Quément auf Einladung von Carl Hahn, dem Vorsitzenden der Volkswagen AG, nach Europa zurück. Le Quément leitete von 1985 bis 1987 als Direktor das eigens errichtete Zentrum für Design und Strategie der Volkswagen/Audi-Gruppe in Düsseldorf.
1987 wurde le Quément von Renault eingestellt, um den Rückgang der Verkaufszahlen durch neue Modelle zu beenden. Die Abteilung für Design wurde personell aufgestockt und direkt dem Vorstand unterstellt. Unter der Federführung Le Quéments entstanden zahlreiche viel diskutierte Concept Cars wie der Renault Argos (1994), der erstmals 1995 auf der IAA präsentierte Renault Initiale oder der Renault Avantime (1999).
Wichtige Serienmodelle, die unter le Quément entwickelt wurden, waren unter anderem Renault Twingo (1992), Renault Scénic (1996), Renault Vel Satis (2002) sowie die III. und IV. Generation des Renault Espace. 2009 trat er in den Ruhestand. Seither betreibt ein Consulting-Unternehmen für Industriedesign und Design-Management.
Nachfolger bei Renault wurde der niederländische Designer Laurens van den Acker.

## Ehrungen
Seine Hochschule, mittlerweile Teil der Birmingham City University, verlieh le Quément 1996 die Ehrendoktorwürde.
1992 wurde le Quément mit dem Gran Prix de la Création ausgezeichnet. Der französische Kulturminister Jack Lang überreichte den Preis. 1998 wurde er Chevalier de la Légion d'Honneur-France. Im Jahre 2002 wurde le Quément mit dem Lucky Strike Designer Award ausgezeichnet.